# Homosexualität in São Tomé und Príncipe

Geografische Lage von São Tomé und Príncipe

Homosexualität ist in São Tomé und Príncipe in Teilen der Gesellschaft tabuisiert, homosexuelle Handlungen sind legal.

## Legalität
Homosexuelle Handlungen sind im neu verabschiedeten Strafgesetzbuch seit 2012 legal. Es existiert kein Antidiskriminierungsgesetz zum Schutz der sexuellen Orientierung in São Tomé und Príncipe. Eine staatliche Anerkennung von gleichgeschlechtlichen Paaren besteht weder in der Form der Gleichgeschlechtlichen Ehe noch in einer eingetragenen Partnerschaft in São Tomé und Príncipe.